# Jeotgal
Jeotgal [tɕʌtkal] oder Jeot ist ein gesalzenes fermentiertes Gericht der koreanischen Küche. Es wird mit verschiedenen Meeresfrüchten wie Fisch, Garnelen, Kalmaren (Sepien, Tintenfisch), Schalentieren (Austern, Muscheln), Fischrogen und Fischinnereien zubereitet. Jeotgal variiert je nach Zubereitung, verwendeten Lebensmitteln und Region. Es wird abhängig von der Salzkonzentration mehrere Monate bis Jahre eingelegt.
Das Erya (爾雅)→Dreizehn Klassiker, ein chinesisches Wörterbuch aus dem dritten bis fünften Jahrhundert v. Chr., enthält einen Eintrag über ji (鮨), dem Ursprung von Jeotgal, und ist damit das älteste Dokument, das dieses Gericht erwähnt.

## Variationen
- Saeu-jeot – Jeotgal mit kleinen Garnelen (새우 saeu)[2][6]
  - Ojeot (오젓) – saeu-jeot mit kleinen Garnelen, die im Mai gefangen wurden
  - Yukjeot (육젓) – saeu-jeot mit kleinen Garnelen, die im Juni gefangen wurden
  - Tohajeot (토하젓) – Jeotgal mit kleinen Süßwassergarnelen[7], lokale Spezialität in Jeolla-do
- Hwangsaegijeot (황새기젓) – Jeotgal mit Fisch[2]
- Myeolchijeot – Jeotgal mit Sardellen (멸치 myeolchi)[2]
- Jogijeot – Jeotgal mit Croakerfischen (Larimichthys) (조기 jogi)[8]
- Jogaejeot (조개젓) – Jeotgal mit Schalentieren[9]
- Guljeot (굴젓) – Jeotgal mit Austern (gul, 굴)
  - Eoriguljeot (어리굴젓) – Jeotgal mit gesalzenen Austern und scharfer Paprika[2]
- Myeongnanjeot (명란젓) – Jeotgal mit Fischrogen (ran, 란) vom Pollack (myeongtae, 명태)[2]
- Changnanjeot (창란젓) – Jeotgal mit Innereien vom Pollack[2]
- Ojingeojeot (오징어젓) – Jeotgal mit Kalmar (ojingeo, 오징어)[2]
- Kkolttugijeot (꼴뚜기젓) – Jeotgal mit kleinen Kalmaren[10]
- Gejang – Jeotgal mit Krabben[2]

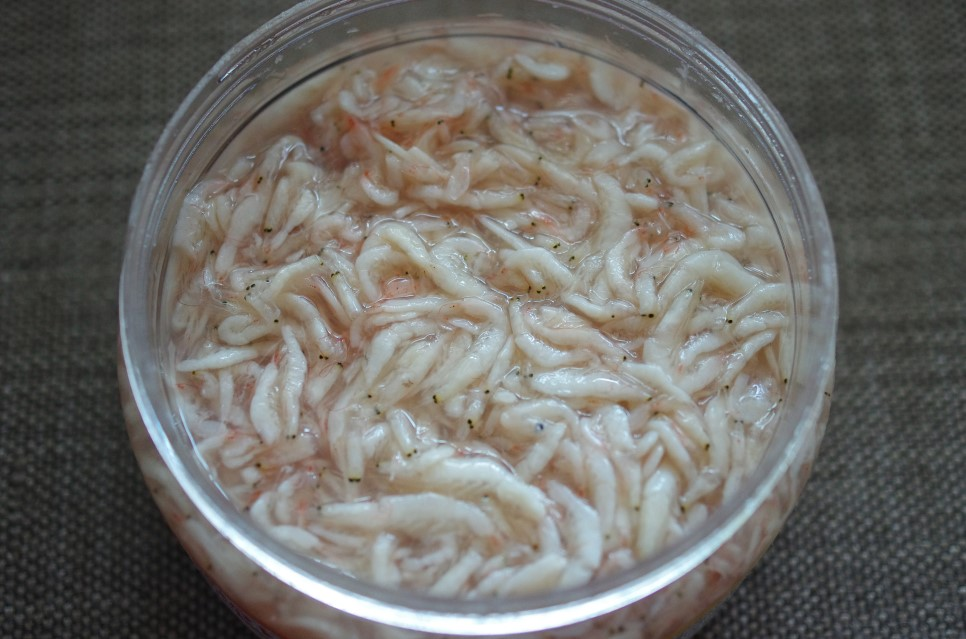
Saeujeot
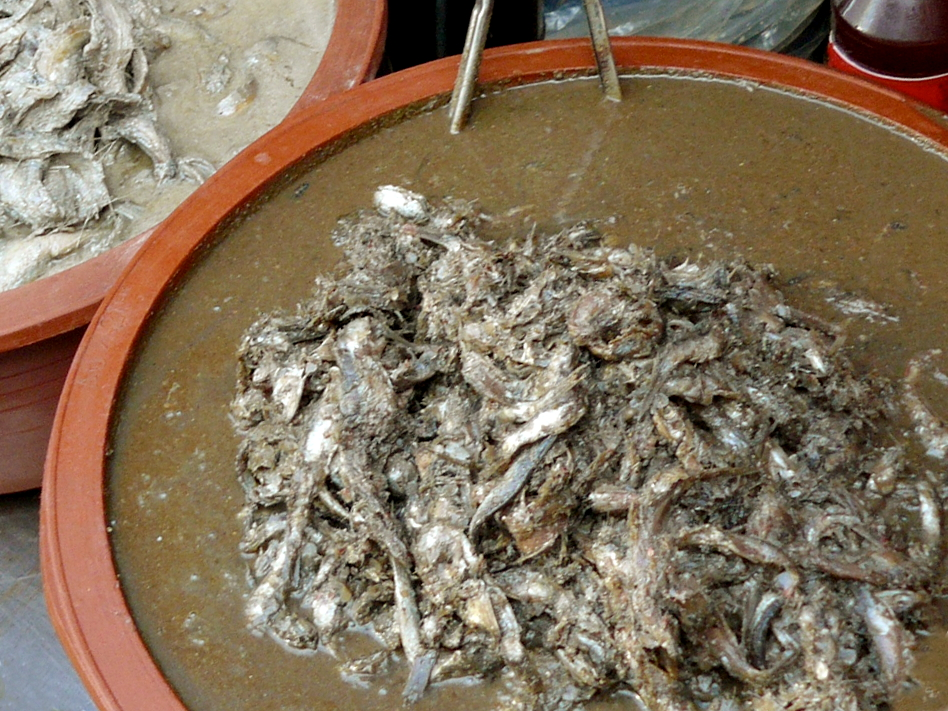
Myeolchijeot
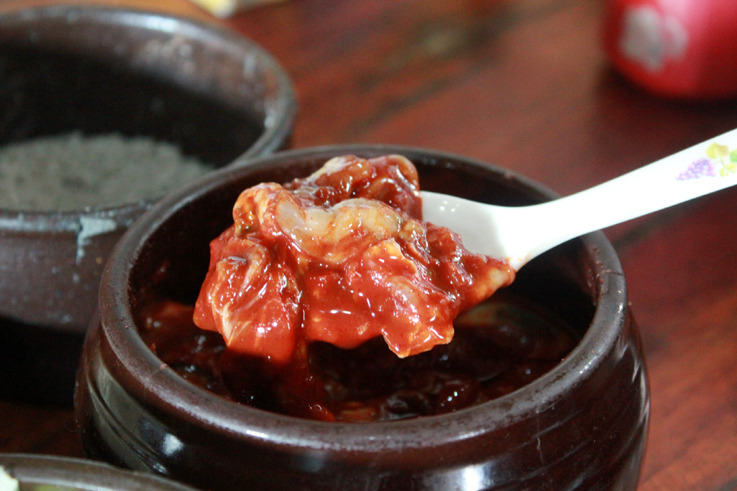
Guljeot
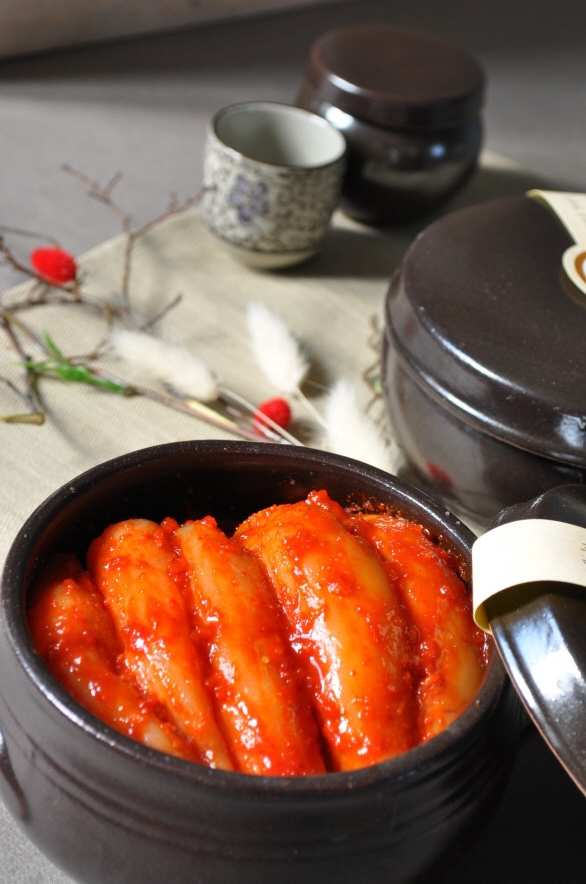
Myeongnanjeot
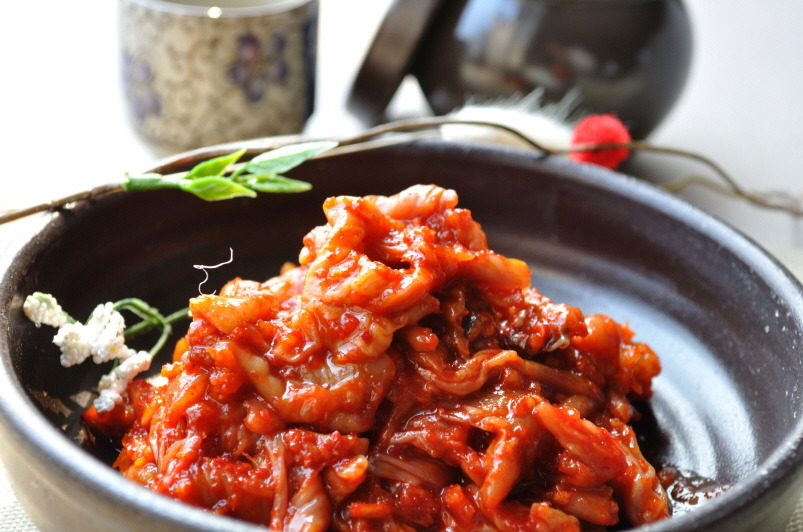
Changnanjeot
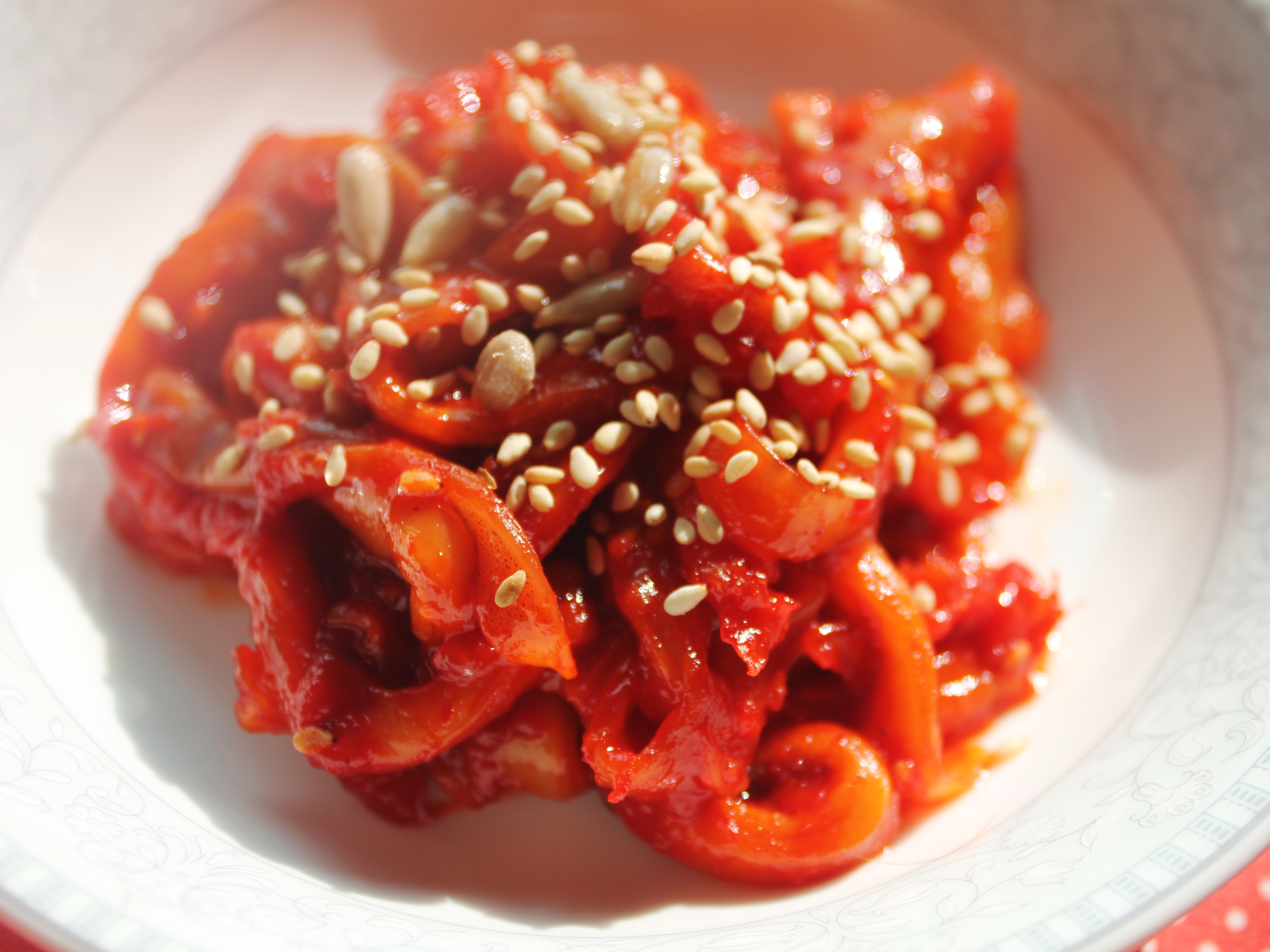
Ojingeojeot
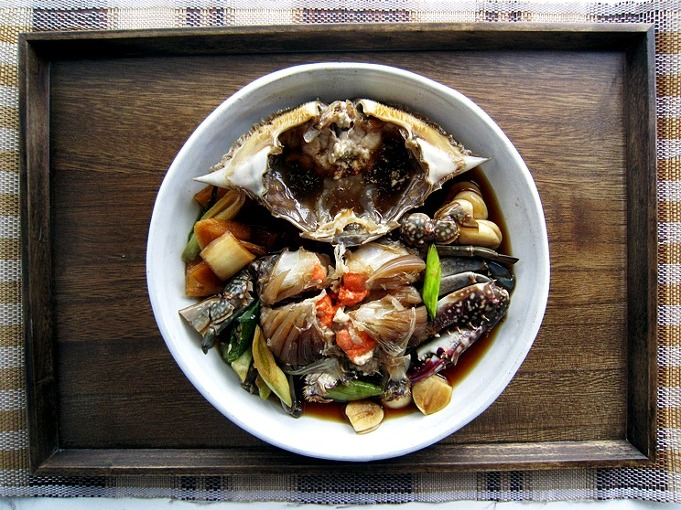
Gejang